# The Mark of the Rani
The Mark of the Rani (La Marque de la Rani) est le cent-trente-neuvième épisode de la première série de la série télévisée britannique de science-fiction Doctor Who. Originellement diffusé sur la chaîne BBC One en deux parties le 2 et le 9 février 1985, il introduit pour la première fois le personnage de la Rani.

## Accroche
Dans un village minier du XIXe siècle, une seigneur du temps renégate du nom de Rani draine le cerveau des habitants, ce qui a pour effet de les rendre violents. Le Maître lui vient en aide afin de se venger du Docteur et établir une base permettant de contrôler le futur de la Terre.

## Distribution
- Colin Baker — Le Docteur
- Nicola Bryant —  Peri Brown
- Anthony Ainley — Le Maître
- Kate O'Mara — La Rani
- Terence Alexander — Lord Ravensworth
- Gawn Grainger — George Stephenson
- Peter Childs — Jack Ward
- Gary Cady — Luke Ward
- William Ilkley — Tim Bass
- Hus Levent — Edwin Green
- Kevin White — Sam Rudge
- Martyn Whitby — Drayman
- Sarah James, Cordelia Ditton — Les Femmes
- Richard Steele — Garde

## Résumé
L'action commence au XIXe siècle dans le village minier de Killingworth. Des mineurs se rendant aux bains publics du village sont soumis à un gaz qui les rend violents et incontrôlables. S'attaquant aux hommes et aux machines ils sont considérés comme des Luddistes par les autres villageois. Le Docteur perçoit toutefois des distorsions temporelles et atterrit avec Peri dans le village où ils remarquent que les villageois violents ont une marque rouge sur le cou. Faisant preuve d'audace, le Docteur se fait passer pour un inventeur et trouve refuge auprès de Thomas Liddell, baron de Ravensworth qui doit organiser une réunion entre inventeurs. Le Maître est lui aussi présent sur les lieux et s'aperçoit que la vieille femme qui dirige les bains est une autre seigneur du temps renégate connue sous le nom de Rani. Celle-ci endort les mineurs et retire de leur cerveau les neuro-transmetteurs qui leur permettent de dormir afin de s'en servir pour un produit de synthèse qu'elle compte utiliser sur Miasimia Goria, sa planète. Le Maître lui propose un partenariat pour se débarrasser du Docteur et réussit à convaincre des mineurs en colère de s'attaquer au TARDIS en la faisant passer pour une machine minière. Ceux-ci finissent par l'envoyer au fond d'un puits.
Entre-temps, déguisé en mineur, le Docteur s'infiltre dans les bains publics mais finit par être capturé par la Rani. Celle-ci lui avoue qu'elle est présente sur Terre dans de nombreux conflits du passé afin que personne ne se doute de ses plans. Le Docteur, attaché et livré aux mineurs en colère est sur le point d'être projeté au fond du puits, mais l'inventeur George Stephenson arrive et le sauve à temps. Lui et Peri visitent son cottage où devrait se dérouler la réunion des inventeurs. Toutefois, l'aide de Stephenson, Luke Ward se retrouve sous le contrôle du Maître afin d'en faire son espion. Le Maître souhaite empêcher la révolution industrielle afin de stopper le développement de l'humanité et en devenir le dirigeant afin qu'elle lui serve de base.
Le Docteur revient dans les bains publics et en évitant les pièges de la Rani, il réussit à rentrer dans son TARDIS dans laquelle se trouvent des jarres contenant des embryons de dinosaures. S'étant caché à l'intérieur pendant qu'elle rentrait dans son TARDIS, le Docteur apprend qu'elle a miné le terrain non loin de Redfern Dell. Or, c'est dans ce lieu que Peri se rend afin de trouver des herbes qui permettraient de rendre le sommeil aux mineurs. Mais même si le Docteur arrive à la sauver à temps, Luke a tout de même sauté sur une de ces mines ce qui le transforme en arbre. Après avoir été forcés de collaborer avec le Docteur, la Rani et le Maître finissent par échapper à la surveillance de Peri et s'enfuient à l'intérieur du TARDIS de la Rani. Ils se rendent compte, trop tard, que le Docteur a saboté le système de navigation, que le vaisseau est hors de contrôle et que les embryons de dinosaures, affectés par le temps, commencent à grandir.
Ravensworth ayant retrouvé le TARDIS à l'intérieur de la grotte, ils l'échangent contre une concoction permettant de rendre le sommeil aux mineurs qui ont été affectés par la Rani. Le TARDIS repart.

### Continuité
- Les personnages s'interrogent sur la mort apparente du Maître à la fin de l'épisode « Planet of Fire », même si finalement, aucune explication n’est donnée sur les raisons de sa survie.
- La Rani revient dans l'épisode « Time and the Rani » en 1987[1] et dans l'épisode spécial du trentième anniversaire de Doctor Who « Dimensions in Time » en 1993, puis dans des épisodes audios produits par Big Finish à partir de 2014.
- C'est la première histoire à faire intervenir des personnages historiques depuis « The Gunfighters » dix-neuf ans auparavant. Le roi Jean Sans Terre apparaissait dans « The King's Demons » mais il ne s'agissait que d'un camouflage.
- La Rani est le premier personnage à pouvoir téléporter son TARDIS à distance.